# Yako
Yako là một tổng của Passoré Province in north central Burkina Faso. Thủ phủ của tổng này là thị xã Yako.
Đây là nơi mà Thomas Sankara - "Che Guevara của châu Phi".

## Các thị xã và các làng
Baskare, Bouboulou, Boulma, Boura, Bouria, Doure, Gandado, Gobila, Gollo, Gonsin, Goungha, Kabo, Keo, Koalla, Koaltanghin, Kolbila, Lilboure, Moutoulou, Nagsene, Nambeguian, Napan, Noussou, Ouaelle, Ouedkiongo, Pelegtanga, Petit-Samba, Ragounda, Rallo, Rawema, Roumtenga, Sabo, Saria, Sassa, Soa, Song-Naba, Tanghin, Taonsgho, Tibin, Tindila và Zizon.